# 东风路街道 (中牟县)
东风路街道，是中华人民共和国河南省郑州市中牟县下辖的一个乡镇级行政单位。
2010年3月19日，原中牟县城关镇撤销，设青年路街道、东风路街道、广惠街街道三个街道办事处。中牟县城关镇1953年建镇，1958年中牟县韩寺乡改建为孟庄公社，城关镇属孟庄公社，1961年建立城关公社，1982年恢复城关镇。

## 行政区划
东风路街道下辖以下地区：
晨光社区、红宇社区、官渡社区、圣景社区、大潘庄村、小潘庄村、尚庄村、郭庄村、史庄村、孟庄村、五里岗村和六里岗村。